# Concorso pianistico internazionale Ferenc Liszt
Il Concorso pianistico internazionale Ferenc Liszt è un concorso pianistico che si svolge a Grottammare.

## Storia
Fondato nel 2002 dall'Associazione A.M.A.D. (oggi Ferenc Liszt International Society), nasce in ricordo del soggiorno di sei settimane che Franz Liszt trascorse nel 1868 a Grottammare, in provincia di Ascoli Piceno.
Inizialmente organizzato come concorso nazionale, in seguito ai positivi riscontri dal 2003 si apre a pianisti provenienti da tutto il mondo.

## Edizioni
| Edizioni            | | Vincitori                                                    |
| ------------------- | --- | ------------------------------------------------------------ |
| 2002 (nazionale)    | I premio | Massimiliano Motterle                                        |
| 2002 (nazionale)    | II premio | Laura MacDonald                                              |
| 2002 (nazionale)    | III premio | non assegnato                                                |
| 2002 (nazionale)    | Giuria: Edith Murano (presidente), Carlo Maria Dominici, Daniel Rivera, Tatjana Koudrevatsva, Roberto Russo                                 |                                                              |
| 2003                | I premio | non assegnato                                                |
| 2003                | II premio | Zhou Ying (Cina)                                             |
| 2003                | III premio | non assegnato                                                |
| 2003                | Giuria: Daniel Rivera (pr.), Ruth Pardo, Ralf Dieter Arens, Edith Murano, Roberto Russo                                                     |                                                              |
| 2004 (composizione) | I premio | non assegnato                                                |
| 2004 (composizione) | II premio | non assegnato                                                |
| 2004 (composizione) | III premio | ex aequo Paul Tucker (Inghilterra) - Zhiyi Wang (Cina)       |
| 2004 (composizione) | Giuria: Mons. Domenico Bartolucci (pr.), Michael Stimpson, Antonio Sardi, M. Vescovo, Roberto Russo                                         |                                                              |
| 2005                | I premio | non assegnato                                                |
| 2005                | II premio | Takaishi Kaori (Giappone)                                    |
| 2005                | III premio | ex aequo Son Han Nah (Corea del Sud), Shin-Wei Chen (Cina)   |
| 2005                | Giuria: Laslo Gati (pr.), Olivier Tony, Edith Murano, Maurizio Barboro, Roberto Russo                                                       |                                                              |
| 2008                | I premio | Vincenzo Maltempo (Italia)                                   |
| 2008                | II premio | ex aequo Evelina Borbei (Russia), Yohei Wakioka (Giappone)   |
| 2008                | III premio | Elia Tagliavia (Italia)                                      |
| 2008                | Giuria: Roska Tamasne Zsusanne (pr.), Domòkos Zsusanne, Carlo Maria Dominici, Ippazio Ponzetta, Elisa Manni                                 |                                                              |
| 2009                | I premio | Sychev Alexey                                                |
| 2009                | II premio | Kozlova Olga                                                 |
| 2009                | III premio | ex aequo Tchistyakowa Galina, Timchenko Ilona                |
| 2009                | IV premio | ex aequo Christopher Falzone, Maurizio Zaccaria              |
| 2009                | Giuria: Martha Argerich (pr.), Carlo Grante, Daniel Rivera, Alessandro Specchi, Alan Waiss                                                  |                                                              |
| 2010                | I premio | non assegnato                                                |
| 2010                | II premio | ex aequo Fatima Dzusova (Russia), Daniil Tsvekton (Russia)   |
| 2010                | III premio | Stefano Guarascio (Italia)                                   |
| 2010                | Giuria: Marcello Abbado (pr.), Leonid Margarius, Jose Lepore, Vincenzo Balzani, Ippazio Ponzetta                                            |                                                              |
| 2011                | I premio | Stefano Guarascio (Italia)                                   |
| 2011                | II premio | Xianji Liao (Cina)                                           |
| 2011                | III premio | Ilaria Loatelli (Italia)                                     |
| 2011                | Giuria: Leonid Margarius (pr.), Emin Guven Yaslicam, Frank Wasser, Pavel Ionescu, Ippazio Ponzetta                                          |                                                              |
| 2013                | I premio | non assegnato                                                |
| 2013                | II premio | Yifan Hu (Cina)                                              |
| 2013                | III premio | non assegnato                                                |
| 2013                | Giuria: Roberto Cappello (pr.), Bertrand Giraud, Emin Guven Yaslicam, Vsevolod Dvorkin, Ippazio Ponzetta                                    |                                                              |
| 2015                | I premio | Oxana Shevchenko (Kazakistan)                                |
| 2015                | II premio | Philipp Scheucher (Austria)                                  |
| 2015                | III premio | ex aequo Tiziano Rossetti (Italia), Danilo Mascetti (Italia) |
| 2015                | Giuria: Marcella Crudeli (pr.), Antonio Soria Alemany, Dietmar Graf, Pavel Ionescu, Valerio Premuroso, Maurizio Marinelli, Ippazio Ponzetta |                                                              |